# 大花假虎刺
大花假虎刺（学名：Carissa macrocarpa）为夹竹桃科假虎刺属的植物。分布在南非，美國加利福尼亞州南部也有普遍種植，又名卡利撒、美國櫻桃。
全株樹液有輕微毒性，成熟果實則無。這種鮮為人知的水果是非洲的傳統食用植物，具有改善營養、促進糧食安全、促進農村發展和支持可持續土地保育的潛力。